# UFC 118
UFC 118: Penn vs Edgar II est un événement d'arts martiaux mixtes qui a été tenu par l'organisation Ultimate Fighting Championship le 25 août 2010. Il s'est déroulé à la TD Garden de Boston. C'était la première fois que l'UFC venait à Boston.

## Historique
Nate Marquardt devait combatte Alessio Sakara à l'UFC 116 mais fut annulé à la suite de la mort du père d'Alessio.
Sakara devait combattre contre Jorge Rivera mais il subit une blessure et fut remplacé par Gerard Harris mais Alessio se blessa également et fut remplacé par Joe Vedespo mais le combat fut finalement rejette.
Un combat entre Rousimar Palhares et Nate Marquardt qui devait avoir lieu a été reporté à UFC Fight Night 22 en tant que Main Event à la suite du retrait du Main Event de celui-ci.
Le combat opposant Terry Eitm et Joe Lauzon a été modifié à la suite de la blessure de Eitm, Gabe Rudieger remplaça Eitm.
Phil Carboni dut se retirer à la suite d'une blessure, il fut remplacer par Dan Miller

## Résultats[6]

### Programme principal
- UFC Lightweight Championship :  Frankie Edgar (c) vs.  B.J. Penn

Edgar bat Penn par décision (50–45, 50–45, 50–45) et conserve son titre.
- Heavyweight :  Randy Couture vs.  James Toney

Couture défait Toney par soumission à 3:19 du round 1
- Middleweight :   Demian Maia vs.  Mario Miranda

Maia bat Miranda par décision (30–27, 30–27, 30–27).
- Lightweight :  Kenny Florian vs.  Gray Maynard

Maynard bat Florian par décision (30-27, 29-28, 30-27)
- Welterweight :  Nate Diaz vs.  Marcus Davis

Diaz défait Davis par décision à 4:12 du round 3

### Programme préliminaire
- Lightweight :  Joe Lauzon vs.  Gabe Ruediger

Lauzon défait Ruediger par soumission à 2:01 du round 1
- Lightweight :  Andre Winner vs.  Nik Lentz

Lentz bat Winner par décision (30–27, 29–28, 30–27).
- Middleweight :  Dan Miller vs.  John Salter

Miller défait Salter par soumission à 1:53 du round 2
- Welterweight :  Nick Osipczak vs.  Greg Soto

Soto bat Osipczak par décision (29–28, 29–28, 29–28).
- Welterweight :  Mike Pierce vs.  Amilcar Alves

Pierce bat Alves par soumission à 3:11 du round 3.